# Frank Wead
Pour les articles homonymes, voir Wead.
Frank Wilbur "Spig" Wead est un aviateur au sein de l'US Navy devenu scénariste entre les deux guerres, né le 24 octobre 1895 à Peoria (Illinois) et décédé le 15 novembre 1947 à Santa Monica (Californie).

## Carrière militaire
Diplômé en 1916 de l'Académie navale des États-Unis, Wead a commencé à promouvoir l'aviation navale après la Première Guerre mondiale par le biais de courses aériennes et de compétitions de vitesse. Cette compétition, principalement contre l'United States Army Air Service (et son pilote de tête, Jimmy Doolittle ), a contribué à faire avancer l'aviation militaire américaine. Ces compétitions donneraient à l'aviation navale un coup de projecteur bien nécessaire aux yeux du public. L'attention du public qu'il a suscitée a poussé le Congrès à financer l'avancement de l'aviation militaire. Pendant la Première Guerre mondiale, Wead a servi sur un poseur de mines en mer du Nord. Après la Première Guerre mondiale, il était pilote d'essai pour la Marine. Le 29 mai 1916, les aspirants Frank Wead, Calvin Durgin, John D. Price sont diplômés de l'Académie navale des États-Unis. Après avoir obtenu son diplôme, l'enseigne Wead est partie, le 2 juin 1916, pour un congé et un voyage vers sa première affectation en mer. L'enseigne Frank Wead est indiquée dans le journal de bord de l'USS San Diego (ACR-6) (porté à domicile : San Diego, Californie), faisant rapport à bord le 28 juin 1916, alors que le croiseur était au mouillage au large de Guaymas, au Mexique.
À bord de l'USS  Pittsburgh  (CA-4) se trouvait le commandant George B. Bradshaw, USN ; L'officier exécutif était le commandant Zeno Everett Briggs, USN. Les enseignes Frank W. Wead et John D. Price ont commencé cette croisière latine au départ de la baie de San Francisco, le 25 avril 1917. En tant que pollywogs, ils ont participé à la tradition navale séculaire de la cérémonie de franchissement de ligne et ont été initiés à le royaume royal du royaume du roi Neptune et sont devenus des coquillages croustillants lorsque le croiseur cuirassé a traversé l'équateur à 0°0′0″N 36°05′00″W, le 10 juin. Le navire a atteint Rio de Janeiro où, avec plusieurs autres officiers, ils ont quitté le Pittsburgh, le 21 septembre. Ils ont été réservés pour le passage au port de New York à bord du SS  Zeelandia. Elle a quitté Rio de Janeiro le 25 septembre et est arrivée à New York le 17 octobre. Sur quoi, les enseignes Wead et Price se sont présentées au Bureau de la navigation, Département de la marine, pour les ordres de service en mer.
En 1918, LT (jg) Frank Wead a servi à bord de l'USS  Shawmut  (CM-4). Il opérait dans la zone du barrage minier de la mer du Nord. Après l'armistice avec l'Allemagne, Shawmut retourna aux États-Unis au Boston Navy Yard, Massachusetts, avec le nouveau promu LT(jg) Wead. Une division de ballons-cerfs-volants de six ballons sous le commandement du LT (jg) John G. Paul, USN, a été mise en scène sur divers navires et à bord du Shawmut. Toutes les unités ont été assemblées le 15 février et ont commencé leurs opérations avec la flotte. Ils ont participé à des exercices de repérage à longue distance donnant une démonstration pratique des capacités des aéronefs et des ballons, et des avantages à tirer de l'emploi coordonné des unités aériennes et de surface. Les expériences tirées de ces manœuvres de la flotte avaient des significations historiques non seulement pour le détachement aérien de la flotte de l'Atlantique, mais aussi pour le LT(jg) Frank Wead. C'est au cours de ces manœuvres de la flotte que Wead s'est davantage intéressé à la nouvelle carrière de l'aviation navale d'après-guerre qu'en tant qu'officier d'artillerie ou de sous-marin. L'influence exercée à la fois par le capitaine de corvette Marc Mitscher, l'USN et le capitaine Steele ont suffi à convaincre Wead que le nouveau domaine de l'aviation navale deviendrait une carrière navale prometteuse. Sachant que la Division de l'aviation navale recherchait des officiers de marine ayant une forte aptitude en génie naval, désireux d'accepter des projets comportant un certain risque et ayant la capacité éprouvée au combat de diriger le personnel naval par l'exemple, Wead a commencé le processus d'obtention de mentions à sa demande de formation au pilotage.
LT (jg) Frank Wead a demandé des commandes pour la formation en vol de l'aviation navale à Naval Air Station Pensacola, Floride. Sa demande a été approuvée. Les ordres stipulaient de se présenter pour la "Classe 1" (la première classe d'officiers réguliers envoyés au NAS Pensacola après le début de la Première Guerre mondiale), le 15 septembre 1919. Wead fut affecté à une équipe de vol d'entraînement comprenant trois étudiants : (1) LT (jg) Frank Wilbur "Sparrow" "Spig" Wead, USNA-1916 ; (2) LTjg Robert Moran "Jerry" Farrar, USNA-1916; et, (3) LTjg Calvin "Cal" "Pansy" Thornton Durgin, USNA-1916). LT (jg) Les trois aviateurs (Wead, Farrar, Durgin) ont appris les bases du vol et avancé le vol et la navigation. Leur formation impliquait le vol, la navigation, le temps radio. Wead a été désigné aviateur naval le 17 avril 1920. À cette date, sa femme, Mme Minnie "Min" Wead, a épinglé ses ailes dorées juste au-dessus de ses deux rubans de décoration :Médaille de la victoire de la guerre mondiale. Farrar et Durgin ont reçu leurs ailes d'aviation le 27 mai 1920.
- Aéronavale
- Conscription en mer
- Publicité et développement de l'aéronavale
- Courses d'hydravions et records battus
- Vol de San Francisco à Hawaï
- Pension médicale
- Service de la Seconde Guerre mondiale

## Filmographie
- 1931 : Le Dirigeable de Frank Capra
- 1931 : Les Titans du ciel de George W. Hill
- 1932 : Tête brûlée de John Ford
- 1936 : Brumes de Howard Hawks
- 1936 : Courrier de Chine de Ray Enright
- 1937 : Les Démons de la mer (Sea Devils) de Benjamin Stoloff
- 1937 : Sous-marin D-1 (Submarine D-1) de Lloyd Bacon
- 1938 : Pilote d'essai de Victor Fleming
- 1938 : La Citadelle de King Vidor
- 1939 : Descente en vrille (Tail Spin) de Roy Del Ruth
- 1941 : Escadrille internationale (en) de Lewis Seiler et Lothar Mendes
- 1941 : Bombardiers en piqué (Dive Bomber), de Michael Curtiz
- 1943 : Bombardier de Richard Wallace
- 1943 : Destroyer de William A. Seiter
- 1945 : Les Sacrifiés de John Ford et Robert Montgomery
- 1946 : The Hoodlum Saint de Norman Taurog
- 1947 : Au carrefour du siècle de Norman Taurog
- 1947 : Ils étaient quatre frères de John Farrow

## Nominations
- Oscars du cinéma 1939
  - Oscar du meilleur scénario adapté pour La Citadelle
  - Oscar de la meilleure histoire originale pour Pilote d'essai